# FIBA European Champions Cup 1988-1989
La Coppa dei Campioni 1988-89 di pallacanestro maschile venne vinta dalla Jugoplastika.
Hanno preso parte alla competizione 24 squadre. Le squadre giocarono due turni iniziali ad eliminazione diretta con gare di andate e ritorno (e somma dei punti), prevendo una fase a gruppi valevole per la qualificazioni alla finale, cui accedevano le prime quattro classificate, che si scontravano in semifinale. La finale è stata organizzata a Monaco di Baviera.

## Risultati

### Primo turno
13 e 20 ottobre 1988.
| Team #1          | Agg.      | Team #2           | Andata | Ritorno |
| ---------------- | --------- | ----------------- | ------ | ------- |
| Partizani Tirana | 180 - 176 | Zalakerámia-ZTE   | 101-90 | 79-86   |
| Skovlunde        | 172 - 191 | Ostenda           | 86-97  | 86-94   |
| Ovarense         | 227 - 151 | AB Contern        | 113-64 | 114-87  |
| AEL Limassol     | 143 - 230 | Aris Salonicco    | 67-115 | 76-115  |
| KTP-Basket       | 217 - 173 | Champel Ginevra   | 101-66 | 116-107 |
| Eczacıbaşı       | 141 - 145 | TJ Zbrojovka Brno | 79-66  | 62-79   |
| Asker Aliens     | 155 - 234 | EBBC Den Bosch    | 81-103 | 74-131  |
| Klosterneuburg   | 155 - 156 | Balkan Botevgrad  | 83-82  | 72-74   |

### Ottavi di finale
Le gare degli ottavi di finale sono state giocate il 3 e il 10 novembre 1988.
| Team #1           | Agg.      | Team #2          | Andata | Ritorno |
| ----------------- | --------- | ---------------- | ------ | ------- |
| Partizani Tirana  | 156 - 192 | Scavolini Pesaro | 72-84  | 84-108  |
| Ostenda           | 182- 197  | Maccabi Tel-Aviv | 91-104 | 91-93   |
| Ovarense          | 163 - 207 | Jugoplastika     | 87-94  | 76-113  |
| Södertälje        | 175 - 190 | Aris Salonicco   | 93-85  | 82-105  |
| KTP-Basket        | 152 - 181 | Barcellona       | 78-87  | 74-94   |
| TJ Zbrojovka Brno | 141 - 240 | Limoges CSP      | 87-111 | 54-129  |
| EBBC Den Bosch    | 176 - 160 | Saturn Colonia   | 90-87  | 86-73   |
| Balkan Botevgrad  | 148 - 190 | CSKA Mosca       | 80-103 | 68-87   |

### Quarti di finale
|    | Squadra          | G  | V  | P  | PF   | PS   | Dif  | P.ti |
| -- | ---------------- | -- | -- | -- | ---- | ---- | ---- | ---- |
| 1. | Maccabi Tel-Aviv | 14 | 12 | 2  | 1314 | 1221 | +93  | 26   |
| 2. | Barcellona       | 14 | 11 | 3  | 1207 | 1120 | +87  | 25   |
| 3. | Jugoplastika     | 14 | 8  | 6  | 1205 | 1167 | +38  | 22   |
| 4. | Aris Salonicco   | 14 | 8  | 6  | 1269 | 1261 | +8   | 22   |
| 5. | Limoges CSP      | 14 | 6  | 8  | 1269 | 1266 | +3   | 20   |
| 6. | Scavolini Pesaro | 14 | 5  | 9  | 1130 | 1174 | -44  | 19   |
| 7. | CSKA Mosca       | 14 | 4  | 10 | 1156 | 1194 | -38  | 18   |
| 8. | EBBC Den Bosch   | 14 | 2  | 12 | 1159 | 1306 | -147 | 16   |

|  | Qualificate alle semifinali |
|  | Eliminata                   |

### Semifinali
| Team #1          | Agg.    | Team #2        |
| ---------------- | ------- | -------------- |
| Maccabi Tel-Aviv | 99 - 86 | Aris Salonicco |
| Barcellona       | 77 - 87 | Jugoplastika   |

### Finale 3º/4º posto
| Team #1        | Agg.    | Team #2    |
| -------------- | ------- | ---------- |
| Aris Salonicco | 88 - 71 | Barcellona |

### Finale 1º/2º posto
| Team #1      | Agg.    | Team #2          |
| ------------ | ------- | ---------------- |
| Jugoplastika | 75 - 69 | Maccabi Tel-Aviv |

## Formazione vincitrice
| N° | Naz.                  | Ruolo | Sportivo          |  | Alt. |  |
| -- | --------------------- | ----- | ----------------- |  | ---- |  |
| 4  | Jugoslavia (bandiera) | P     | Zoran Sretenović  |  |      |  |
| 5  | Jugoslavia (bandiera) | G     | Velimir Perasović |  |      |  |
| 6  | Jugoslavia (bandiera) | P     | Luka Pavićević    |  |      |  |
| 7  | Jugoslavia (bandiera) | A     | Toni Kukoč        |  |      |  |
| 8  | Jugoslavia (bandiera) | C     | Goran Sobin       |  |      |  |
| 9  | Jugoslavia (bandiera) | A     | Teo Čizmić        |  |      |  |
| 10 | Jugoslavia (bandiera) | P     | Ivica Burić       |  |      |  |
| 11 | Jugoslavia (bandiera) | C     | Žan Tabak         |  |      |  |
| 12 | Jugoslavia (bandiera) | P     | Duško Ivanović    |  |      |  |
| 13 | Jugoslavia (bandiera) | A     | Paško Tomić       |  |      |  |
| 14 | Jugoslavia (bandiera) | AC    | Dino Rađa         |  |      |  |
| 15 | Jugoslavia (bandiera) | AG    | Petar Vučica      |  |      |  |
|    | Jugoslavia (bandiera) | All.  | Božidar Maljković |  |      |  |